# Chrysopogon polyphyllus
Chrysopogon polyphyllus är en gräsart som först beskrevs av Eduard Hackel, och fick sitt nu gällande namn av Ethelbert Blatter och Mccann. Chrysopogon polyphyllus ingår i släktet Chrysopogon och familjen gräs. Inga underarter finns listade i Catalogue of Life.